# Großheubach
Großheubach è un comune tedesco di 5 074 abitanti, situato nel land della Baviera.